# Coney Island Baby
Coney Island Baby ist das sechste Solo-Studioalbum des US-amerikanischen Rockmusikers Lou Reed. Es wurde im Januar 1976 in den USA, im Februar in Europa veröffentlicht.

## Entstehungsgeschichte
Das experimentelle, nur aus Gitarrenfeedbacks bestehende Album „Metal Machine Music“, das Lou Reed 1975 aufgenommen hatte und veröffentlichen ließ, sollte bis auf Weiteres sein letztes rebellisches Werk bleiben. „Coney Island Baby“ bildete den Auftakt zu einer Reihe eher zurückhaltender, poporientierter Alben, die von der Kritik meist als unausgewogen kritisiert wurden. Das wird auf seine zunehmenden Drogenprobleme zurückgeführt und auf die Tatsache, dass die Plattenfirmen ihm, wohl auch noch unter dem Eindruck von „Metal Machine Music“, in musikalischer Hinsicht nur wenig Spielraum ließen.

## Stil und Rezeption
Auf „Coney Island Baby“ wandelte Lou Reed sein bevorzugtes Terrain von Depression und menschlichem Schicksal, wie es noch auf „Berlin“ wenige Jahre zuvor vorherrschte, hin zu unverändert emotionalen, aber sanften Geschichten von Sehnsucht und Liebe. Eine Ausnahme stellt das Lied Kicks dar:

„When the blood comma' down his neck …

Don’t you know it was better than sex, now, now, now

It was way better than getting mean

’cause it was the final thing to do, now“

Die ansonsten ungewohnt versöhnlichen Klänge wurden von Kritik und Publikum entsprechend honoriert; der Rolling Stone etwa vergab fünf von fünf Sternen und hob besonders den Gesang und das Gitarrenspiel Lou Reeds hervor:

„Reed himself has even managed to rekindle his intense, individualistic guitar playing of the late Sixties. Better yet, he has shelved his recent FM-DJ vocal style in favor of confident, expressive singing.“

„Reed selbst hat es sogar geschafft, sein starkes, individualistisches Gitarrenspiel der späten 60er Jahre wieder aufleben zu lassen. Noch besser, er hat seinen Radio-DJ-Gesangsstil zu Gunsten eines souveränen, ausdrucksvollen Gesangs zurückgestellt.“

Manfred Gillig lobte das Album in der deutschen Zeitschrift Sounds: Seit Transformer sei Reed „keine annähernd so bösartige, dekadente, kristallklare, energische und rhythmisch-abgeschlaffte LP wie diese“ gelungen.

## Titelliste
1. Crazy Feeling (2:56)
2. Charley’s Girl (2:36)
3. She’s My Best Friend (6:00)
4. Kicks (6:06)
5. A Gift (3:47)
6. Ooohhh Baby (3:45)
7. Nobody’s Business (3:41)
8. Coney Island Baby (6:36)

Bonustitel der 30th Anniversary Edition:
1. Nowhere at All (3:17)
2. Downtown Dirt (4:18)
3. Leave Me Alone (5:35)
4. Crazy Feeling (2:39)
5. She’s My Best Friend (4:08)
6. Coney Island Baby (5:41)

## Trivia
- Der Name des Albums bezieht sich auf die Halbinsel Coney Island, die Lou Reed bereits mit The Velvet Underground besungen hatte (Coney Island Steeplechase erschien auf der Kompilation „Another View“).
- Auf den Bonustiteln Downtown Dirt, Crazy Feeling, She’s My Best Friend und Coney Island Baby ist Lou Reeds ehemaliger Bandkollege Doug Yule an Gitarre und Bass zu hören.